# 川辺村 (長野県北佐久郡)
川辺村（かわべむら）は長野県北佐久郡にあった村。現在の小諸市の千曲川以南にあたる。

## 地理
- 河川：千曲川
- 山：袴腰山
- 名所 : 布引観世音

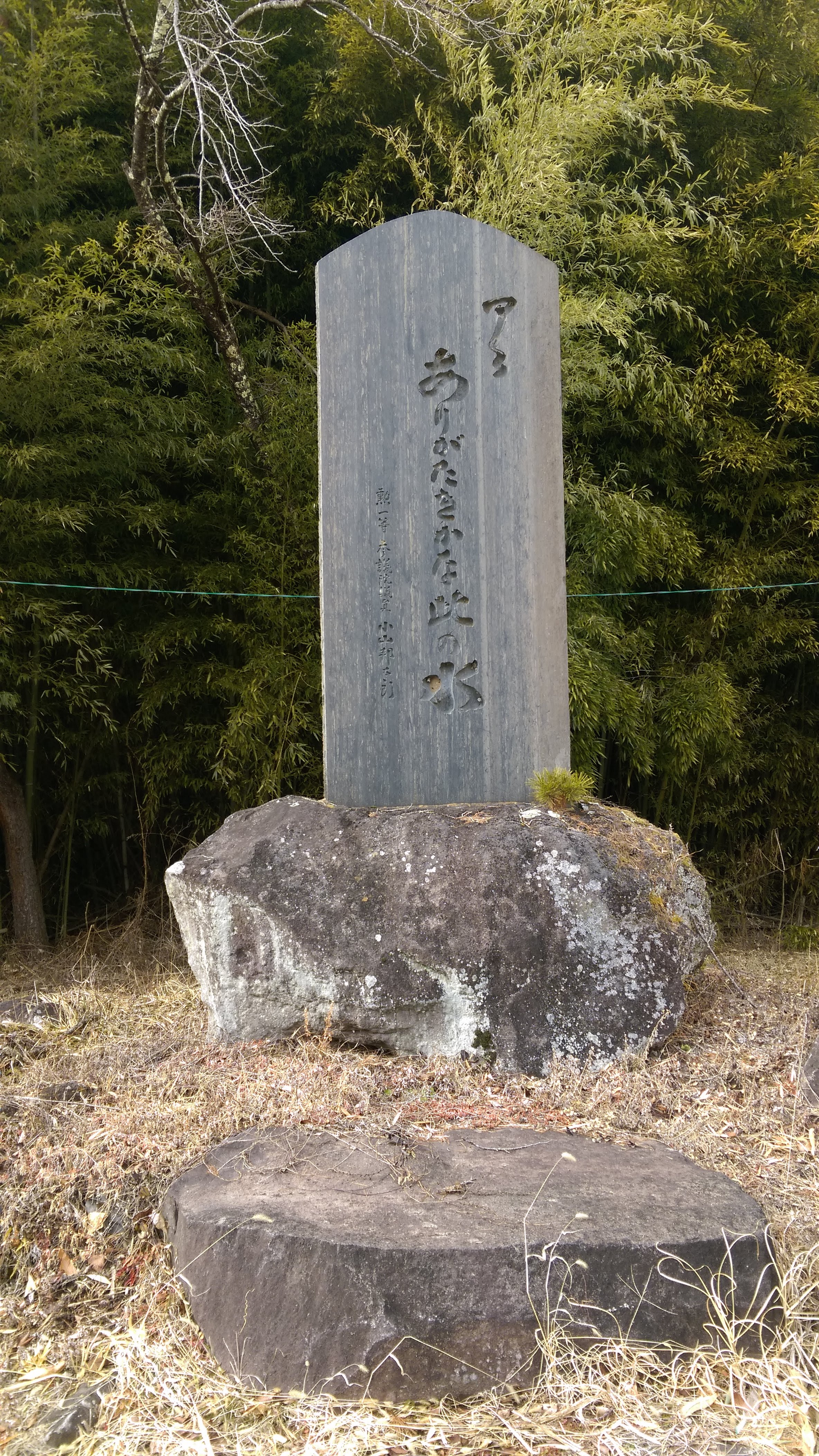
「あゝありがたきかな此の水」碑

千曲川と急崖の合間の緩斜面に小部落が立地する。地滑り地形が数ヶ所みられ、鴇久保部落から大久保部落にかけての地滑り地帯には風穴(氷風穴)が存在する。江戸時代には夏季まで貯蔵された氷が小諸藩主に献上され、明治時代に製糸業が盛んになって以降は、蚕の孵化時期の調節のため、蚕卵紙の貯蔵に利用された。
一方、村域の広くを占めるのは標高700m〜800mの御牧ヶ原台地である。古くは望月牧といわれる勅旨牧がおかれたとされる。永らく干魃が3年に1度発生するといわれるほど水利に恵まれず、無数の溜め池が築かれている。川辺村農協の指導で昭和25年から馬鈴薯栽培が始まり、のちに優良産地となる。水不足が最終的に解消をみたのは、女神湖からの水路が開削された、小諸市発足後の昭和49年のことだった。住民らの喜びは、御牧ヶ原公民館前に建立された石碑に刻まれた「あゝありがたきかな此の水」(川西土地改良区連合 理事長小山邦太郎謹書)から窺える。

## 歴史
- 1889年（明治22年）4月1日 - 町村制の施行により、山浦村・大久保村の区域をもって発足。
  - 村役場は上ノ平部落におかれた。
- 1926年（大正15年）12月1日 - 布引電気鉄道 小諸駅 - 島川原駅間開業に伴い、布引観音(布引山釈尊寺)の急崖下に布引駅設置。
  - 布引電気鉄道は経営不振により、僅か8年後の1934年（昭和9年）6月18日以降は完全に休止したのち、1936年（昭和11年）10月28日付けでついに廃止となったため布引駅も廃止。
- 1954年（昭和29年）2月1日 - 小諸町・北大井村・大里村と合併して小諸町が発足。同日川辺村廃止。